# Lac Tahoe
Pour le film, voir Lake Tahoe (film).
Le lac Tahoe (en anglais : Lake Tahoe, en washo : dáʔaw ou dáʔaw ʔá:gaʔa), situé à 1 897 mètres d'altitude (6 225 pieds), est le plus grand lac de montagne d'Amérique du Nord. Il se trouve à cheval entre la Californie et le Nevada. 75 % des rives du lac sont gérées par le Service des forêts des États-Unis. 

## Géographie
La superficie du lac Tahoe est d'environ 502 km2 pour 19 km de large et 35 km de long ; son périmètre est de 116 km. Avec ses 501 mètres de profondeur maximale, le lac Tahoe est le deuxième lac le plus profond des États-Unis et le seizième du monde. L'eau du lac Tahoe est assez claire pour permettre de voir jusqu'à 21 m de profondeur. Néanmoins, depuis qu'elle est mesurée, il a été noté une dégradation de la limpidité de ses eaux. À titre d'exemple, il était possible de voir jusqu'à 30,5 m de profondeur à la fin des années 1960. En 1867, dans Le Voyage des innocents, Mark Twain assure qu'il y est possible de « compter les écailles d'une truite à une profondeur de 180 pieds », soit environ 60 mètres !
La principale agglomération située sur les rives sud du lac est la ville de South Lake Tahoe en Californie. La capitale du Nevada, Carson City, se trouve à environ 15 km de ses rives orientales.

## Histoire
La région est initialement habitée par les Amérindiens Washos dont le territoire s'étendait autour du lac. Le nom du lac vient du mot washo dáʔaw qui signifie « lac ». Le terme dáʔaw ʔá:gaʔa est aussi utilisé pour le désigner.
Le premier explorateur d'origine européenne à avoir découvert le lac est John Charles Frémont en 1844. Peu après, John Calhoun Johnson, qui transportait le courrier de la Californie vers le Nevada, nomma le lac « Bigler » en hommage à John Bigler, troisième gouverneur de Californie. Les deux noms coexistèrent et ce n'est qu'en 1945 que le lac prit officiellement le nom de Tahoe.

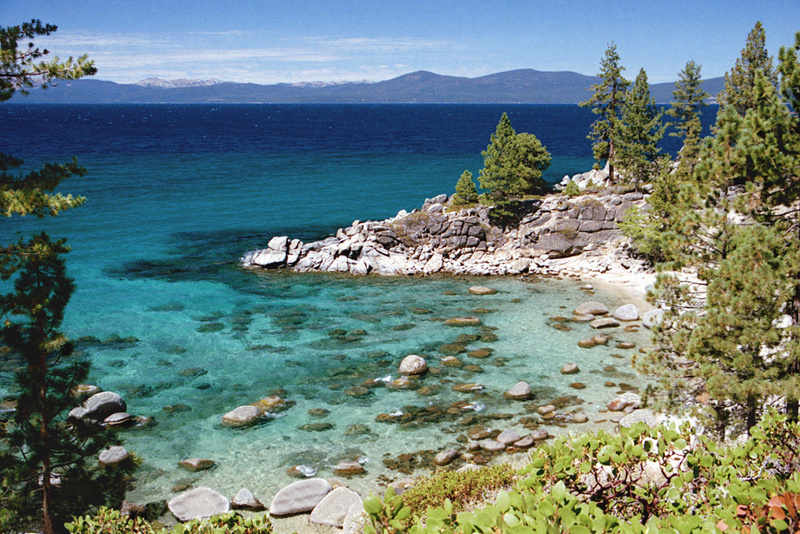
Secret Cove (Nevada).
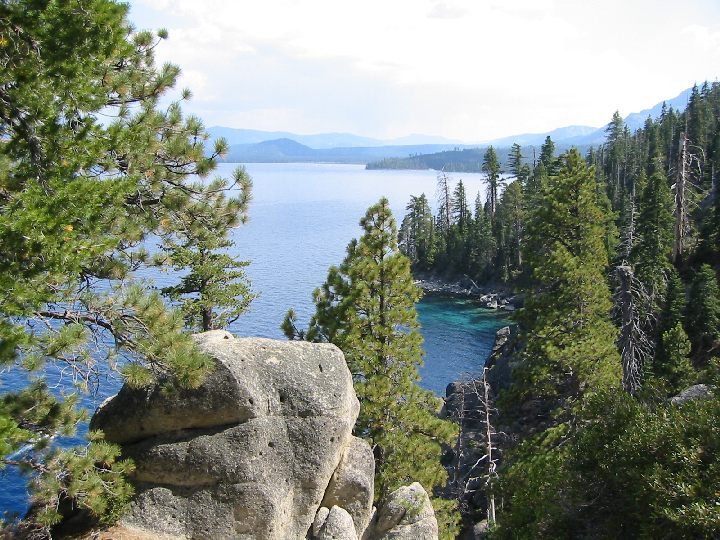
Le lac Tahoe.
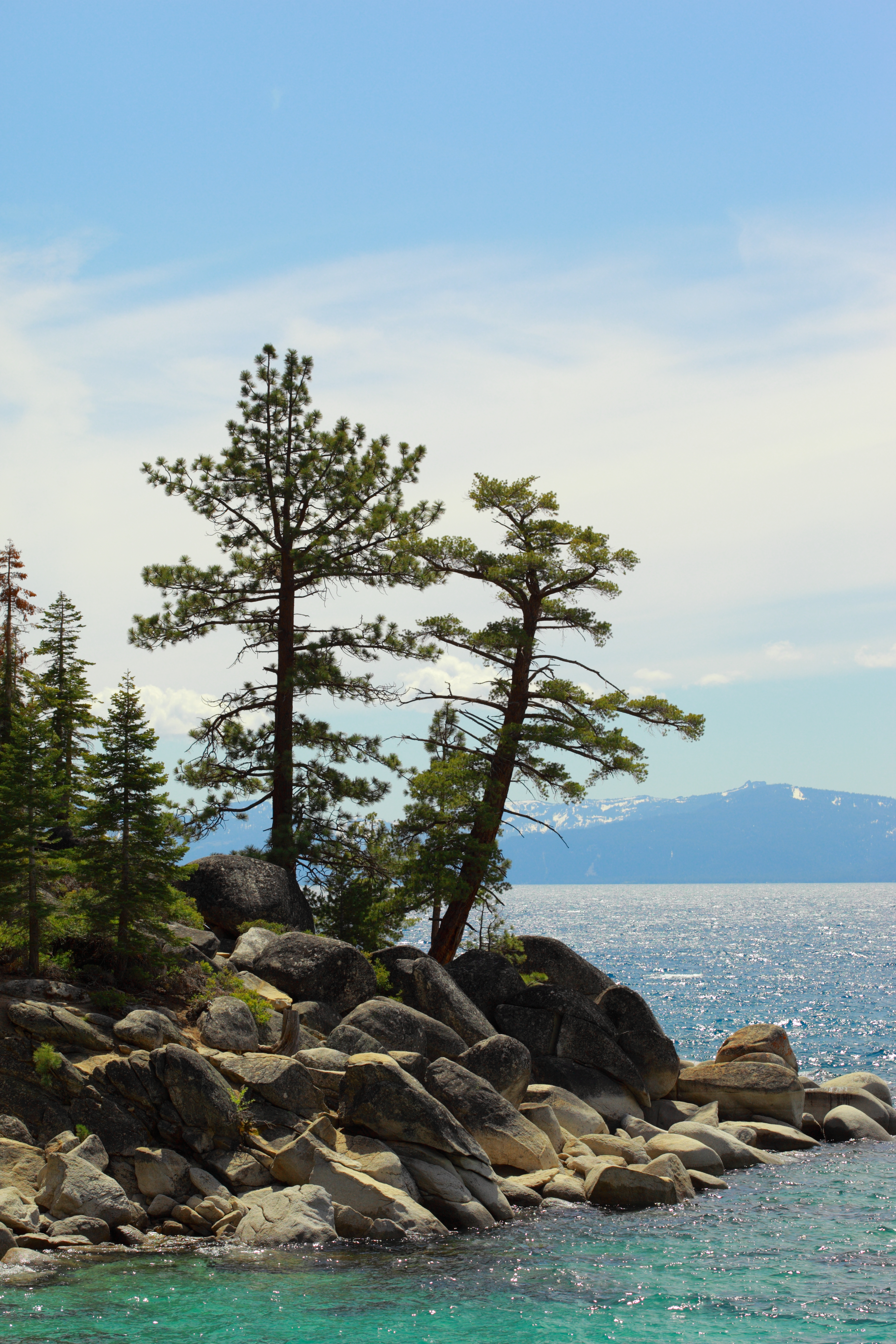
Rive du Nevada.
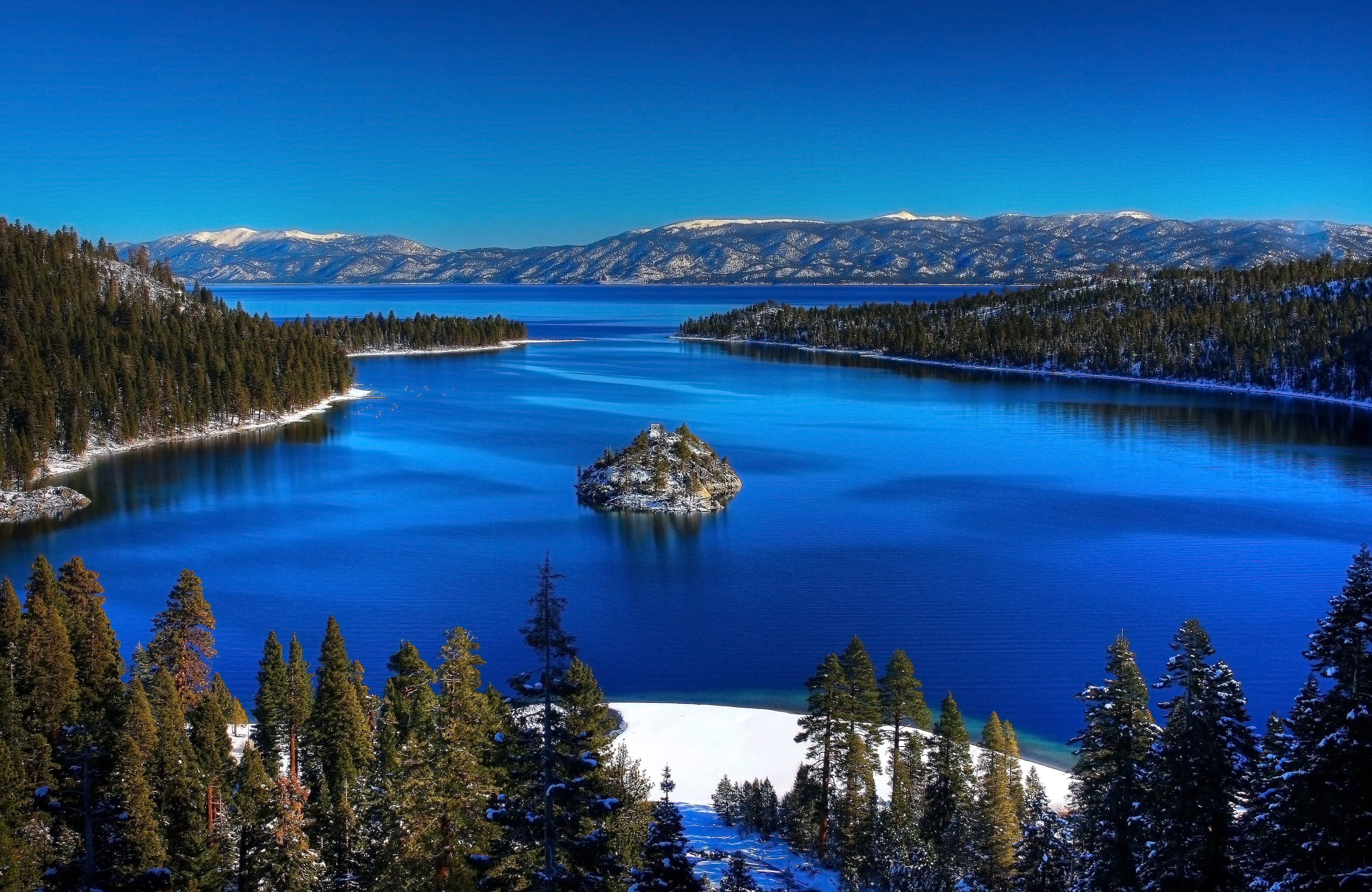
Fannette Island.